# Florile Dalbe (revistă)
"Florile Dalbe" este o revistă săptămânală educativ-cognitivă și literar-artistică pentru copii și adolescenți, care este editată la Chișinău, în limba română. Pe timpuri, revista a apărut cu titlul "Tânărul leninist" (1941-1990), fiind, dincolo de balastul ideologic inevitabil, tribuna tinerelor talente din toată Republica Moldova. Aici și-au publicat primele creații litrerare majoritatea absolută a scriitorilor din Moldova, iar o bună parte din pictori și-au tipărit aici primele desene și schițe grafice. La această publicație periodică au lucrat pe timpuri scriitorii Grigore Vieru, Liviu Damian, Arhip Cibotaru, Vitalie Filip, Gheorghe Blănaru, Axentie Blanovschi, Gheorghe Gheorghiu, Mihail Ion Cibotaru, Filip Mironov, Gheorghe Marin, Victor Teleucă ș.a. Titlul de "Florile Dalbe" marchează o nouă serie a acestei prestigioase reviste gen ziar din Moldova, fiind pus în uz pentru prima dată în anul 1990.
În anul 2008, la Paris, revistei și redactorului-șef Ion Anton, membru al Uniunii Scriitorilor din Moldova și al Uniunii Scriitorilor din România, i s-a decernat Premiul Internațional pentru Calitate și Excelență „Steaua Calității”, categoria Aur, atribuit de Consiliul Internațional al B.I.D.- Business Initiative Directions, cu sediul la Madrid și Paris.
Revista de cultură generală „Florile Dalbe” este una dintre cele mai populare publicații pentru copii și adolescenți din R.Moldova, editându-se într-un tiraj săptămânal de 12-15 mii de ex. Este difuzată, prin abonamente și donații, în localitățile compact populate cu români din regiunile Cernăuți și Odessa (Ucraina). În anul 2016 revista a sărbătorit 75 de ani de la fondare.